# Gerres ryukyuensis
Gerres ryukyuensis és una espècie de peix pertanyent a la família dels gerrèids.

## Descripció
- El mascle fa 13,9 cm de llargària màxima i la femella 14,4.[4]

## Hàbitat
És un peix marí, de clima subtropical i demersal.

## Distribució geogràfica
Es troba al Pacífic nord-occidental: el nord-oest d'Okinawa (les illes Ryukyu, el Japó).